# Starodub sulla Kljaz'ma
Starodub sulla Kljaz'ma (in russo Староду́б-на-Кля́зьме?, Starodub-na-Kljaz'me) fu un centro urbano dello Zales'e russo che rivestì una notevole importanza tra il XII e il XIV secolo. Come molti paesi limitrofi fu chiamato con lo stesso nome della città meridionale da cui provenivano gli immigrati che lo hanno fondato, Starodub in Severia. Il villaggio era sito sulle coste del fiume Kljazma, a circa dodici chilometri dall'odierna Kovrov. Oggi, sul luogo dove sorgeva, è presente il villaggio di Kljazminskij Gorodok.
Durante l'invasione mongola della Russia il minore dei figli di Vsevolod III, Ivan, fece di Starodub la capitale di un principato (1238). I suoi discendenti governarono il più piccolo dei principati russi per più di un secolo, cercando strenuamente di difendersi dagli attacchi dei loro potenti vicini, Mosca e Nižnij Novgorod.  Il loro effimero potere terminò negli anni settanta del XIV secolo, quando il villaggio fu annesso alla Moscovia da Dmitrij Donskoj. Da allora le famiglie più importanti di Starodub, come la famiglia regnante Požarskij, si trasferirono a Mosca: i loro discendenti avrebbero svolto un ruolo di primo piano nella politica russa.
Durante il periodo dei torbidi, il villaggio fu completamente distrutto dal signore della guerra polacco Alexander Jozef Lisowski, che assaltò l'area nel marzo del 1609. Alcuni storici ritengono che il principe Dmitrij Požarskij, che aiutò la Russia ad uscire dalla crisi politica, sia stato sepolto a Starodub, in quello che era stato dominio dei suoi antenati.